# 府中市 (廣島縣)
府中市（日语：／ Fuchū shi */?）是位於日本廣島縣東南部一個內陸城市，屬於備後都市圈的一部份。
轄區主要為盆地地形，有一級河川蘆田川穿越轄區，主要市區與福山市新市町地區相連。
過去為備後國的國府所在地，應此以「府中」為地名，但因為日本各地有多處同樣因「國府」名為「府中」之地名，同樣的廣島縣內就有安藝郡府中町，因此常加上國名稱為「備後府中」做為區別。

## 人口
| 府中市人口分布圖 |                                               |  |
| 府中市與日本全國年齡別人口分布比較圖 （2005年資料） | 府中市的年齡、男女別人口分布圖 （2005年資料） |  |
| ■紫色是府中市 ■綠色是全国 | ■藍色是男性 ■紅色是女性                       |  |
| 府中市人口變化 \| 1970年 \| 58,364人 \| \| \| 1975年 \| 57,625人 \| \| \| 1980年 \| 56,209人 \| \| \| 1985年 \| 54,939人 \| \| \| 1990年 \| 52,692人 \| \| \| 1995年 \| 50,356人 \| \| \| 2000年 \| 47,697人 \| \| \| 2005年 \| 45,188人 \| \| \| 2010年 \| 42,563人 \| \| \| 2015年 \| 40,069人 \| \| \| 2020年 \| 37,655人 \| \| |                                               |  |
| 資料來源：日本總務省統計中心提供之人口普查數據 |                                               |  |
| 1970年 | 58,364人                                      |  |
| 1975年 | 57,625人                                      |  |
| 1980年 | 56,209人                                      |  |
| 1985年 | 54,939人                                      |  |
| 1990年 | 52,692人                                      |  |
| 1995年 | 50,356人                                      |  |
| 2000年 | 47,697人                                      |  |
| 2005年 | 45,188人                                      |  |
| 2010年 | 42,563人                                      |  |
| 2015年 | 40,069人                                      |  |
| 2020年 | 37,655人                                      |  |

## 歷史
現在的轄區除了舊御調郡的範圍以外，在江戶時代屬於備後福山藩水野氏的領地，但在1698年因第5代藩主水野勝岑死去並無留下後嗣，使得此地一度成為德川幕府直轄的天領。而後在1699年和1710年改由松平忠雅和阿部正邦成為領主，直到廢藩置縣為止，一直是阿部氏的領地。
廢藩置縣後，先後曾經隸屬福山縣、深津縣、小田縣、岡山縣，直到1876年才納入廣島縣。

### 沿革
- 1889年4月1日：實施町村制，現在的轄區在當時分屬：
  - 蘆田郡：府中市村、出口村、岩谷村、栗生村、國府村、廣谷村、河佐村、阿字村、木野山村、行縢村
  - 甲奴郡：上下村、井永村、岡屋村、佐倉村、斗升村、水永村、矢野村、有福村、小塚村、小堀村、二森村、階見村。
  - 御調郡：下川邊村、諸田村。
- 1895年10月1日：井永村、岡屋村、佐倉村、斗升村、水永村合併為清岳村。
- 1896年6月3日：府中市村改制為府中町。
- 1897年5月7日 - 上下村改制為上下町。
- 1898年10月1日：蘆田郡和品治蘆合併為蘆品郡。
- 1913年2月1日：木野山村、行縢村與桑木村合併為大正村。
- 1913年7月1日：出口村改制為出口町。
- 1925年2月1日：府中町和出口町合併為新設置的府中町。
- 1949年4月1日：下川邊村改隸屬蘆品郡。
- 1949年7月1日：大正村轄下的舊桑木村地區被併入神石郡高蓋村（現已合併為神石高原町）。
- 1954年3月31日：
  - 府中町和岩谷村、栗生村、國府村、下川邊村、廣谷村合併為府中市；隔日，同名的東京都府中市亦成立。
  - 上下町、清岳村、矢野村、吉野村和階見村的部分地區合併為新設置的上下町。階見村的其餘地區被併入神石郡高蓋村。
- 1955年3月31日：阿字村和大正村合併為共和村，當日又改名為協和村。
- 1956年9月30日：河佐村和諸田村併入府中市。
- 1975年2月1日：協和村併入府中市。
- 2004年4月1日：上下町併入府中市。

### 變遷表
| 1889年4月1日             | 1889年 - 1926年                  | 1889年 - 1926年                  | 1926年 - 1954年                | 1926年 - 1954年                | 1955年 - 1989年            | 1955年 - 1989年            | 1989年 - 現在           | 現在                    |
| ------------------------ | -------------------------------- | -------------------------------- | ------------------------------ | ------------------------------ | -------------------------- | -------------------------- | ----------------------- | ----------------------- |
| 下川邊村                 | 下川邊村                         | 下川邊村                         | 1949年4月1日 下川邊村          | 1954年3月31日 合併為府中市     | 1954年3月31日 合併為府中市 | 府中市                     | 府中市                  | 府中市                  |
| 府中市村                 | 1896年6月3日 府中町              | 1925年2月1日 合併為府中町        | 1925年2月1日 合併為府中町      | 1954年3月31日 合併為府中市     | 1954年3月31日 合併為府中市 | 府中市                     | 府中市                  | 府中市                  |
| 出口村                   | 1913年7月1日 出口町              | 1925年2月1日 合併為府中町        | 1925年2月1日 合併為府中町      | 1954年3月31日 合併為府中市     | 1954年3月31日 合併為府中市 | 府中市                     | 府中市                  | 府中市                  |
| 岩谷村                   |                                  |                                  |                                | 1954年3月31日 合併為府中市     | 1954年3月31日 合併為府中市 | 府中市                     | 府中市                  | 府中市                  |
| 栗生村                   |                                  |                                  |                                | 1954年3月31日 合併為府中市     | 1954年3月31日 合併為府中市 | 府中市                     | 府中市                  | 府中市                  |
| 國府村                   |                                  |                                  |                                | 1954年3月31日 合併為府中市     | 1954年3月31日 合併為府中市 | 府中市                     | 府中市                  | 府中市                  |
| 廣谷村                   |                                  |                                  |                                | 1954年3月31日 合併為府中市     | 1954年3月31日 合併為府中市 | 府中市                     | 府中市                  | 府中市                  |
| 河佐村                   | 河佐村                           | 河佐村                           | 河佐村                         | 河佐村                         | 1956年9月30日 併入府中市   | 府中市                     | 府中市                  | 府中市                  |
| 諸田村                   |                                  |                                  |                                |                                | 1956年9月30日 併入府中市   | 府中市                     | 府中市                  | 府中市                  |
| 阿字村                   | 阿字村                           | 阿字村                           | 阿字村                         | 阿字村                         | 1955年3月31日 合併為協和村 | 1975年2月1日 併入府中市    | 府中市                  | 府中市                  |
| 木野山村                 | 1913年2月1日 合併為大正村        | 1913年2月1日 合併為大正村        | 1913年2月1日 合併為大正村      | 1913年2月1日 合併為大正村      | 1955年3月31日 合併為協和村 | 1975年2月1日 併入府中市    | 府中市                  | 府中市                  |
| 桑木村                   | 1913年2月1日 合併為大正村        | 1913年2月1日 合併為大正村        | 1913年2月1日 合併為大正村      | 1913年2月1日 合併為大正村      | 1955年3月31日 合併為協和村 | 1975年2月1日 併入府中市    | 府中市                  | 府中市                  |
| 行縢村                   | 1913年2月1日 合併為大正村        | 1913年2月1日 合併為大正村        | 1913年2月1日 合併為大正村      | 1913年2月1日 合併為大正村      | 1955年3月31日 合併為協和村 | 1975年2月1日 併入府中市    | 府中市                  | 府中市                  |
| 上下村                   | 1897年5月7日 上下町              | 1897年5月7日 上下町              | 1897年5月7日 上下町            | 1954年3月31日 合併為上下町     | 1954年3月31日 合併為上下町 | 1954年3月31日 合併為上下町 | 2004年4月1日 併入府中市 | 2004年4月1日 併入府中市 |
| 井永村                   | 1895年10月1日 合併為清岳村       | 1895年10月1日 合併為清岳村       | 1895年10月1日 合併為清岳村     | 1954年3月31日 合併為上下町     | 1954年3月31日 合併為上下町 | 1954年3月31日 合併為上下町 | 2004年4月1日 併入府中市 | 2004年4月1日 併入府中市 |
| 岡屋村                   | 1895年10月1日 合併為清岳村       | 1895年10月1日 合併為清岳村       | 1895年10月1日 合併為清岳村     | 1954年3月31日 合併為上下町     | 1954年3月31日 合併為上下町 | 1954年3月31日 合併為上下町 | 2004年4月1日 併入府中市 | 2004年4月1日 併入府中市 |
| 佐倉村                   | 1895年10月1日 合併為清岳村       | 1895年10月1日 合併為清岳村       | 1895年10月1日 合併為清岳村     | 1954年3月31日 合併為上下町     | 1954年3月31日 合併為上下町 | 1954年3月31日 合併為上下町 | 2004年4月1日 併入府中市 | 2004年4月1日 併入府中市 |
| 斗升村                   | 1895年10月1日 合併為清岳村       | 1895年10月1日 合併為清岳村       | 1895年10月1日 合併為清岳村     | 1954年3月31日 合併為上下町     | 1954年3月31日 合併為上下町 | 1954年3月31日 合併為上下町 | 2004年4月1日 併入府中市 | 2004年4月1日 併入府中市 |
| 水永村                   | 1895年10月1日 合併為清岳村       | 1895年10月1日 合併為清岳村       | 1895年10月1日 合併為清岳村     | 1954年3月31日 合併為上下町     | 1954年3月31日 合併為上下町 | 1954年3月31日 合併為上下町 | 2004年4月1日 併入府中市 | 2004年4月1日 併入府中市 |
| 有福村                   | 1895年10月1日 合併為吉野村       | 1895年10月1日 合併為吉野村       | 1895年10月1日 合併為吉野村     | 1954年3月31日 合併為上下町     | 1954年3月31日 合併為上下町 | 1954年3月31日 合併為上下町 | 2004年4月1日 併入府中市 | 2004年4月1日 併入府中市 |
| 小塚村                   | 1895年10月1日 合併為吉野村       | 1895年10月1日 合併為吉野村       | 1895年10月1日 合併為吉野村     | 1954年3月31日 合併為上下町     | 1954年3月31日 合併為上下町 | 1954年3月31日 合併為上下町 | 2004年4月1日 併入府中市 | 2004年4月1日 併入府中市 |
| 小堀村                   | 1895年10月1日 合併為吉野村       | 1895年10月1日 合併為吉野村       | 1895年10月1日 合併為吉野村     | 1954年3月31日 合併為上下町     | 1954年3月31日 合併為上下町 | 1954年3月31日 合併為上下町 | 2004年4月1日 併入府中市 | 2004年4月1日 併入府中市 |
| 二森村                   | 1895年10月1日 合併為吉野村       | 1895年10月1日 合併為吉野村       | 1895年10月1日 合併為吉野村     | 1954年3月31日 合併為上下町     | 1954年3月31日 合併為上下町 | 1954年3月31日 合併為上下町 | 2004年4月1日 併入府中市 | 2004年4月1日 併入府中市 |
| 矢野村                   |                                  |                                  |                                | 1954年3月31日 合併為上下町     | 1954年3月31日 合併為上下町 | 1954年3月31日 合併為上下町 | 2004年4月1日 併入府中市 | 2004年4月1日 併入府中市 |
| 階見村                   |                                  |                                  |                                | 1954年3月31日 合併為上下町     | 1954年3月31日 合併為上下町 | 1954年3月31日 合併為上下町 | 2004年4月1日 併入府中市 | 2004年4月1日 併入府中市 |
| 1954年3月31日 併入高蓋村 | 1955年3月31日 合併為神石郡三和町 | 1955年3月31日 合併為神石郡三和町 | 2004年11月5日 合併為神石高原町 | 2004年11月5日 合併為神石高原町 |                            |                            |                         |                         |

## 行政

### 歷任市長
1. 宗藤信夫（1954年5月12日 - 1958年5月11日，共一任）
2. 北川實夫（1958年5月12日 - 1966年5月 1日，共二任）
3. 青山春雄（1966年5月 2日 - 1970年5月 1日，共一任）
4. 北川實夫（1970年5月 2日 - 1982年5月 1日，共二任）
5. 浦上秀男（1982年5月 2日 - 1986年5月 1日，共一任）
6. 橘高泰司（1986年5月 2日 - 2002年5月 1日，共四任）
7. 伊藤吉和（2002年5月 2日 - 2014年5月 1日，共三任）
8. 戸成義則（2014年5月 2日 - 2018年5月 1日，共一任）
9. 小野申人（2018年5月 2日 - 現任，共二任）

## 產業
自江戶時代起便已經以家具產業和味增產地聞名，有許多企業過去在此成立，包括菱備（リョービ）、北川鐵工所、ヒロボー、青山商事，但由於城市發展之故，亦有部分成立於此的企業已經總部遷移至相鄰的福山市。

## 交通
最接近市內的機場是廣島市的廣島機場

### 鐵路
- 西日本旅客鐵道
  - 福鹽線：高木站 - 鵜飼站 - 府中站 - 下川邊站 - 中畑站 - 河佐站 - （備後三川站，位於世羅町） - 備後矢野站 - 上下站

### 道路
- 國道432號
- 國道486號

## 名勝
- 矢野溫泉
- 羽高湖
- 府中家具木工資料館
- 石州街道

## 教育
- 廣島縣立府中高等學校
- 廣島縣立府中東高等學校
- 廣島縣立上下高等學校

## 本地出身之名人
- 伊原春樹：前歐力士野牛總教練。
- 高橋一三：北海道日本火腿鬥士投手。
- 森友嵐士：音樂家。
- 平幹二朗：俳優
- 片岡光宏：前職業棒情選手
- 松本英彦：薩克斯風演奏者
- 柳憂怜：俳優
- 田中卓志：藝人
- 臂美恵：佛教漫畫家
- 岡田美知代：文學家
- 岡田冨美子：作詞家

## 外部連結
- （日語） 府中商工會議所 （页面存档备份，存于）